# Caumont (Pas-de-Calais)
Caumont település Franciaországban, Pas-de-Calais megyében. Lakosainak száma 153 fő (2022. január 1.). Caumont Chériennes, Labroye, Regnauville, Tollent, Fontaine-l’Étalon és Gennes-Ivergny községekkel határos.

## Népesség
A település népességének változása:
| Lakosok száma | 182  | 176  | 173  | 162  | 161  | 159  | 158  | 155  | 153  |
|               | 2013 | 2015 | 2016 | 2017 | 2018 | 2019 | 2020 | 2021 | 2022 |